# The Cattle Rustlers (film, 1908)
Pour les articles homonymes, voir The Cattle Rustlers.
The Cattle Rustlers est un film muet américain réalisé par Francis Boggs et sorti en 1908.

## Synopsis
Un vieil éleveur de bétail, John Ralston, décide de mettre fin aux agissements d'une bande de voleurs qui s'en prennent à son bétail en offrant une récompense pour leur capture.

## Fiche technique
- Réalisation : Francis Boggs
- Production : William Nicholas Selig
- Date de sortie :  États-Unis : 12 septembre 1908